# Worf
Worf, interpretat de Michael Dorn, este un personaj principal din serialul Star Trek: Generația următoare și din sezoanele IV - VII ale serialului Star Trek: Deep Space Nine. De asemenea, el apare în filmele de lung metraj bazate pe serialul Generația următoare. Worf este primul personaj principal Klingonian care apare în franciza Star Trek. El a apărut în mai multe episoade din universul Star Trek decât oricare alt personaj.  
S-a născut în anul 2340 pe planeta Qo'noS, în Casa de Mogh, o familie klingoniană cu un înalt statut social. Cinci ani mai târziu, părinții săi s-au mutat în colonia Khitomer. Părinții lui Worf au fost uciși în timpul unui atac surpriză al Romulanilor asupra avanpostului din sistemul Khitomer. La apelul de ajutor al coloniei a răspuns nava Federației USS Intrepid. Ofițerul-Șef Serghei Rozhenko l-a găsit pe Worf în ruine. În cele din urmă a fost adoptat de familia Rozhenko. Sergey Rozhenko și soția sa Helena l-au crescut pe o colonie agricolă de pe planeta Gault, o lume cu 20 de mii de locuitori, majoritatea umani. Worf a avut un frate om, Nikolai, prin adoptarea lui de către familia Rozhenko, cu care s-a certat de multe ori.